# Ганнибал, Иван Абрамович
Иван Абрамович Ганнибал (5 [16] июня 1735, мыза Карьякюла — 12 [24] октября 1801, Санкт-Петербург) — русский военачальник, генерал-аншеф, генерал-цейхместер морской артиллерии, член Адмиралтейств-коллегии. В 1770 году взял штурмом Наварин, в 1778 году основал город Херсон.

## Биография

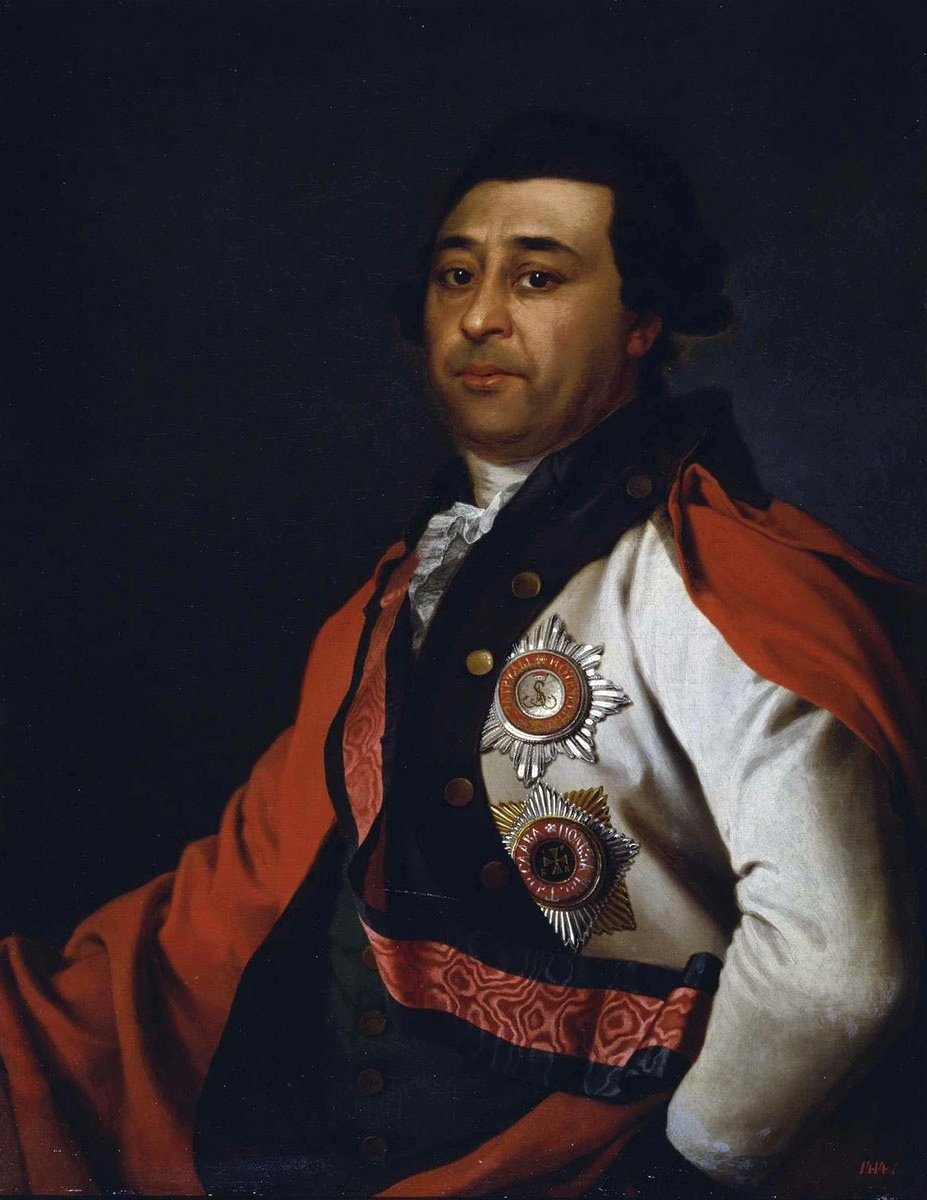
Дмитрий Левицкий. Парадный портрет Ивана Ганнибала. Музей—заповедник «Павловск».

Старший из 11 детей «арапа Петра Великого» А. П. Ганнибала и Христины-Регины (Христины Матвеевны) фон Шеберг, родился 5 (16) июня 1735 года в усадьбе Карьякюла, близ Ревеля (ныне Таллина) в Эстляндии.
В 1744 году, вопреки воле родителей, 9-летний мальчик был записан в военную службу и определён для обучения в Петербургскую морскую артиллерийскую школу. Окончив её, учился в Морском шляхетном корпусе. 10 февраля 1769 года из подполковников артиллерии назначен цейхмейстером морской артиллерии.
Служил в морской артиллерии, участвовал во многих морских сражениях, проявив мужество, храбрость и изобретательность.
Во время русско-турецкой войны 1768—1774 гг. находился в Первой Архипелагской экспедиции — десанте русского флота в Средиземном море. 10 апреля 1770 года, будучи цехмейстером морской артиллерии в чине бригадира, Ганнибал командовал десантом морской пехоты и осадной артиллерии в Наваринском бою и участвовал во взятии крепости Наварин. Принимал участие в Чесменском сражении 1770 года. 27 ноября 1770 года был награждён орденом Св. Георгия 3-й степени.
7 декабря 1772 года произведён в чин генерал-майора. 10 июля 1775 года награждён орденом Св. Анны. 7 июля 1776 года назначен генерал-цейхместером морской артиллерии. С 1777 года — член Адмиралтейств-коллегии.
Под руководством и при участии Ганнибала в 1778 году был заложен город Херсон. 25 июля того же года Ганнибал был назначен главным командиром Херсонской крепости. Ганнибал ревностно принялся за исполнение возложенного на него поручения. Сформировав 12 рот мастеровых, он заготовил лесные материалы в верховьях Днепра и доставил их на место, нанял внутри России более 500 плотников, в короткое время устроил верфь и в августе заложил укреплённый город. Через три года уже существовал новый город с дворцом, адмиралтейством, литейным домом, арсеналом, верфями, казармами и частными домами, крепость была снабжена гарнизоном и 220 орудиями, на верфи строились различные суда, в гавани находились военные и купеческие корабли, в городе основались торговые иностранные дома. Ганнибал привлек в Херсон и окрестности много греческих и итальянских выходцев.
1 января 1779 года произведён в чин генерал-поручика. В 1780 году Ивану Абрамовичу было пожаловано 10 тыс. десятин земли. 21 апреля 1781 года награждён орденом Св. Александра Невского. 16 мая 1783 года награждён орденом Св. Владимира 1-й степени. В связи с болезнью и отчасти по причине ссоры с всесильным Г. А. Потёмкиным Ганнибал в 1784 году вышел в отставку в чине генерал-аншефа. Остаток жизни провёл в своём имении Суйда под Петербургом.
Умер в Петербурге бездетным холостяком 12 (24) октября 1801 года «от горячки», похоронен на Лазаревском кладбище Александро-Невской лавры. Его внучатый племянник А. С. Пушкин писал в стихотворении «Моя родословная»:
И был отец он Ганнибала,
Пред кем средь Че́сменских пучин
Громада кораблей вспылала,

И пал впервые Навари́н.